# Vũ Minh (đạo diễn)
Nguyễn Điền Vũ Minh (20 tháng 2 năm 1967 – 13 tháng 3 năm 2022), thường được biết đến với nghệ danh Vũ Minh, là một cố đạo diễn sân khấu kiêm nhà sản xuất sân khấu người Việt Nam. Ông là người dàn dựng rất nhiều vở kịch của sân khấu kịch Idecaf, trong đó có 16 vở thuộc chương trình Ngày xửa ngày xưa dành cho thiếu nhi.

## Cuộc đời và sự nghiệp
Vũ Minh tên đầy đủ là Nguyễn Điền Vũ Minh, sinh ngày 20 tháng 2 năm 1967 tại Quy Nhơn, Bình Định. Ông có tuổi thơ cơ cực khi phải nhiều công việc lao động để kiếm sống và nuôi các em ăn học vì bố mẹ ly hôn. Từ khi còn hoạt động trong đội rối Nụ Cười, ông cảm thấy có niềm đam mê với công việc đạo diễn.
Ông từng làm đạo diễn và sản xuất cho các vở diễn của sân khấu Idecaf như Hợp đồng mãnh thú, Lùng người trong mộng và Sát thủ hai mảnh. Năm 2013, ông nhận giải Mai Vàng dành cho tác phẩm Bông hồng cài áo. Ngoài ra, ông còn là đạo diễn sân khấu kiêm nhà sản xuất cho 16 vở thuộc chương trình Ngày xửa ngày xưa dành cho thiếu nhi, cộng với một tập của chương trình Chuyện thần tiên (với tựa đề là Cô bé tí hon lạc vào xứ sở thần tiên).
Ngày 13 tháng 3 năm 2022, Vũ Minh qua đời tại Bệnh viện Đại học Y Dược sau thời gian điều trị viêm phổi và suy hô hấp nặng, không lâu sau sinh nhật 55 tuổi.

## Danh sách kịch
- Bệnh sĩ
- Bông hồng cài áo
- Bởi vì ta yêu nhau
- Ca sĩ ngôi sao
- Cái đẹp đè bẹp cái nết
- Con Tám con Cấm
- Chuyện thần tiên (Chuyện ngày xưa) 1: Cô bé tí hon lạc vào xứ sở thần tiên
- Cướp dâu
- Dạ cổ hoài lang
- Đời bỗng dưng yêu
- Cải lương: Gìn vàng giữ ngọc
- Gươm lạc giữa rừng hoa
- Hạnh phúc của quỷ
- Hạnh Phúc trên đồi hoa máu
- Hồn bướm mơ điên
- Hồn Trương Phi da hàng tỷ
- Hợp đồng mãnh thú
- Lá cờ thêu sáu chữ vàng
- Linh vật hoàng triều
- Lời nguyền phù thủy
- Mặt nạ bong bóng
- Mưu bà Tú
- Series Ngày xửa ngày xưa:
  - Ngày xửa ngày xưa 11: Cậu bé rừng xanh
  - Ngày xửa ngày xưa 13: Na Tra đại náo thủy cung
  - Ngày xửa ngày xưa 14: Sơn Tinh Thủy Tinh
  - Ngày xửa ngày xưa 15: Hoàng tử Ai Cập
  - Ngày xửa ngày xưa 17: Phù Đổng Thiên Vương – Lá cờ thêu sáu chữ vàng
  - Ngày xửa ngày xưa 18: Chàng lang thang và nàng Tùy Tiện
  - Ngày xửa ngày xưa 19: Phù thủy lắm chiêu
  - Ngày xửa ngày xưa 20: Chú bé khoai lang tây và ba bà tiên
  - Ngày xửa ngày xưa 21: Võ công tiểu quái
  - Ngày xửa ngày xưa 23: Những đứa con của rồng
  - Ngày xửa ngày xưa 25: Hoàng tử xấu xí và cô gái tóc vàng
  - Ngày xửa ngày xưa 28: Nàng công chúa đi lạc
  - Ngày xửa ngày xưa 30: Hoàng tử – công chúa và 9 vị thần ... bị bắt
  - Ngày xửa ngày xưa 31: Alibaba với đầy đủ 40 tên cướp, với lại cây đèn thần của Aladdin nữa đó!
  - Ngày xửa ngày xưa 32: Truy tìm thủy long kiếm
- Ngôi nhà không có đàn ông
- Người lạ, người thương rồi người dưng
- Người mua hạnh phúc
- Người tốt nhà số 5
- Sát thủ hai mảnh (Bikini)
- Sát thủ hai mảnh 2: Lùng người trong mộng
- Sát thủ hai mảnh 3: Họng súng vô hình
- Sơn ca không hót
- Thám tử si tình
- Thánh Gióng
- Thằng Bợm có cái đầu to (đồng viết kịch với Nguyễn Thị Minh Ngọc)
- Thú yêu thương
- Tía ơi má dìa!
- Tôi là ai?
- Trái tim nhảy múa
- Trần Quốc Toản ra quân
- Truyền thuyết Sơn Tinh Thủy Tinh
- Trưng nữ vương
- Vẻ đẹp hoàn hảo
- Vua Thánh triều Lê

## Diễn xuất
- Chuyện ngày xưa 37: Hạt giống tốt (vai quỷ hồng)
- Tin ở ở hoa hồng (vai công an)

## Giải thưởng
| Năm  | Giải thưởng   | Hạng mục                             | Tác phẩm         | Kết quả   | Nguồn |
| ---- | ------------- | ------------------------------------ | ---------------- | --------- | ----- |
| 2013 | Giải Mai Vàng | Vở diễn sân khấu được yêu thích nhất | Bông hồng cài áo | Đoạt giải |       |